# 大庆实验中学
46°36′7.279″N 125°8′44.5668″E / 46.60202194°N 125.145713000°E
大庆实验中学，是位于黑龙江省大庆市高新技术产业开发区的一所全日制高等中学，创建于1985年，1992年晋升为省重点中学，2000年首批晋升为省示范性高中。学校现有教职工460名。校区地处文化气息十分浓厚的大学园区环抱之中，与东北石油大学（原大庆石油学院）、黑龙江八一农垦大学、哈尔滨医科大学大庆校区毗邻，为黎明湖、滨洲湖、大庆书苑、大庆图书馆、大庆歌剧院所环绕，位置优越，交通便利。

## 学校简介
大庆实验中学创建于1985年春，1992年晋升为省重点中学，2000年首批晋升为省示范性高中。2005年迁入新校区，校园占地面积32万平方米，建筑面积13.1万平方米。校内建筑布局合理，错落有致，功能完备，是一所花园式学校。

### 硬件设施

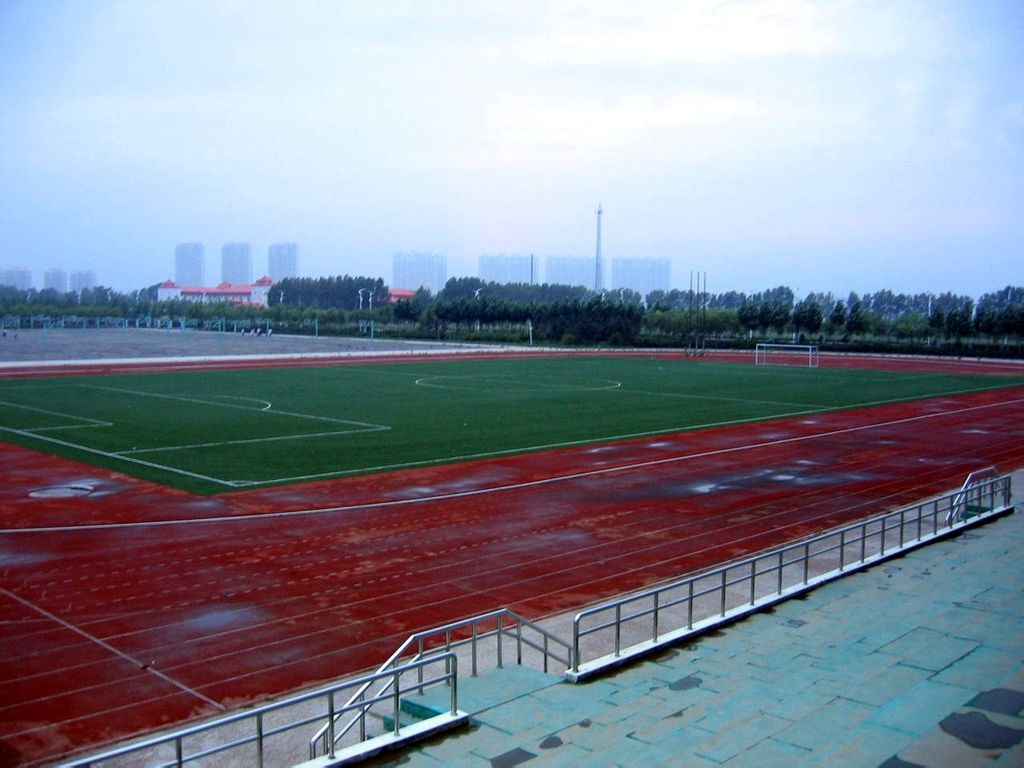
实验中学的足球场

- 具有数十个国内领先、功能齐全的实验室、语音室、多功能教室
- 16个微机室内有800余台计算机通过千兆网络与国家、省市基础教育网和因特网相连
- 图书馆内藏书10.5万册[註 1]
- 三栋学生宿舍楼共有近1000个可容纳4-6人的房间，每个房间都有卫生间、电话、写字台、橱柜等学习和生活用具，每层楼设有电热纯净水箱
- 学校设有可供5000人同时用餐的学生餐饮服务中心
- 一个体育馆，内设有篮球、排球、羽毛球、乒乓球场地
- 一个标准室外400米田径场，一个标准足球场，一个室外篮球场地、数个网球场学生们在篮球场地实验中学的足球场

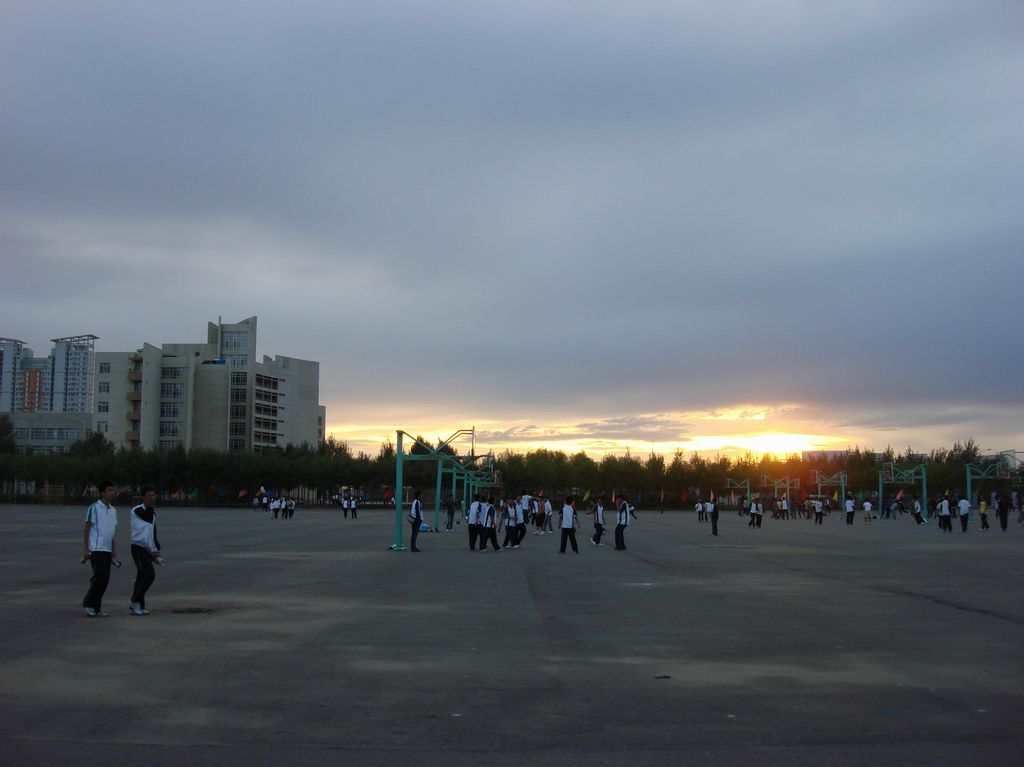
学生们在篮球场地

### 师资力量
- 特级教师14人，高级教师168人
- 硕士研究生学历的教师76人
- 省、市兼职教研员16人，国家、省、市级骨干教师81人

### 学校管理
- 学校规定：《大庆实验中学学生管理办法（试行）》
- 主要处罚：停课，警告，严重警告，记过，记大过，留校查看，开除学籍
- 每隔一段时间，都会全校通报近期处罚情况

### 历任校长
- 崔戴荣
- 张玉珩
- 王殿清
- 张   韬
- 孔繁瑄
- 符景海
- 闫传学
- 张云杰（现任）

## 社团与活动

### 学生会
- 高一便可加入学生会
- 学生会以为学生服务为宗旨，如检查食堂
- 学生会主要部门有：主席团、秘书处、权益部、文体部、新闻中心、新媒体部、学策部、宣传部、电视台等
- 学生会现指导教师：肖雪

### 学生社团
学校建有完整的社团体系，由校团委负责社团建设。
社团有自己的专门活动时间，有的社团有专门的活动教室如，天文社。
学校社团分为四类：
- 校级社团：学生会，志愿者协会，摄影协会，广播站，国旗班
- 年度优秀社团：每年评选约二十个社团，校级社团通常也为年度优秀社团，这类社团多数积极参加各类演出、举办社课及活动。
- 普通社团：经校团委批准注册，有指导教师的社团。
- 民间社团：未向学校申请，或学校未通过的，但在学生间广泛开展活动的社团

#### 社团招新
每年军训时会有社团在阳光大厅举办各种招新活动（名为百团大战），有的社团会进行选拔和考核。

#### 讨论
有一些人认为高中生社团耽误时间，不过有一些人认为社团是培养爱好和接触社会的一个平台

### 田径运动会

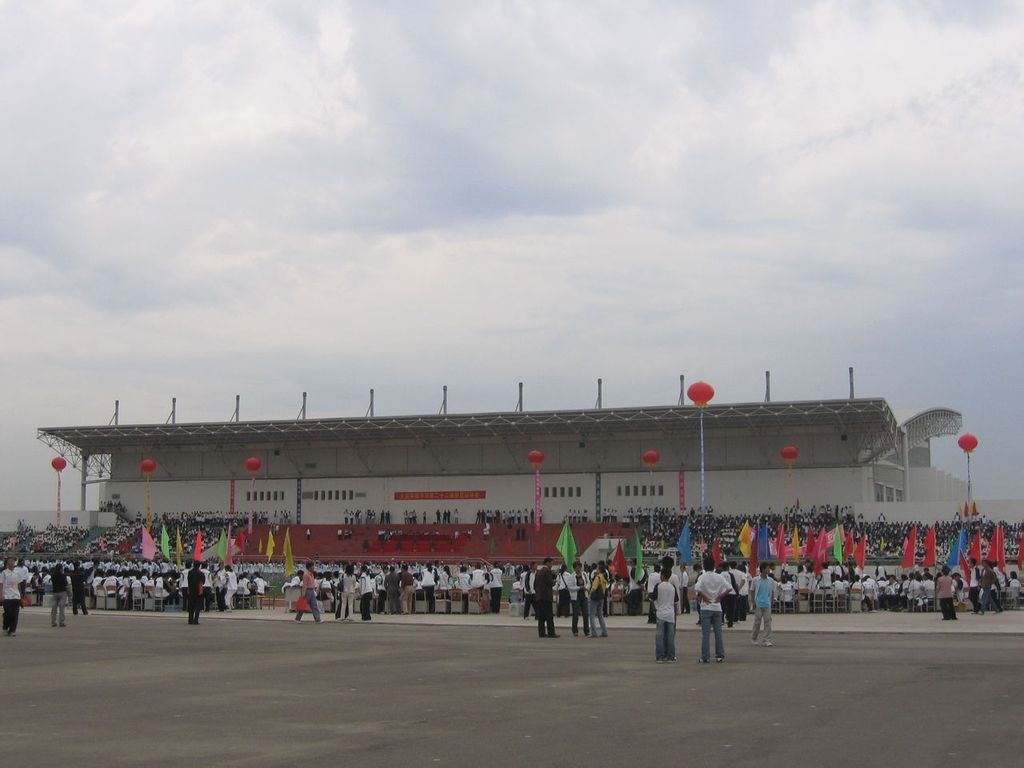
每年一度的大型运动会

每年都会有一次综合性的大型运动会。

### 校园艺术节
第一学年第一学期会有同学和老师一起的晚会，有舞蹈、歌唱、跆拳道等节目，丰富多彩。除此以外，每年五月四日有艺术节，12月9日有大合唱

### 环湖走（环湖跑）
每年五一假期前夕，学校会举行环绕学校北侧滨州湖进行“环湖走”活动。同时，每个班会选拔出五位同学，参加环湖跑活动。各年级男女前十名会获得奖状。

## 知名校友

### 戴志康
戴志康，伙伴云董事长兼CEO、Discuz创始人，黑龙江大庆人。大庆实验中学2000届校友。2001年创立的互联网社区论坛软件Discuz!，已被超过100万网站所采纳，成为全球用户数最多的社区产品之一。2017年出任伙伴云CEO，推出国内最早的低代码/无代码平台，如今伙伴云已成为国内用户量最大、活跃度最高、且在企业微信上唯一全五星好评的应用搭建平台，获得红杉资本、五源资本(原晨兴资本)的联合投资。

### 徐飞虎
徐飞虎，中国科学技术大学教授。大庆实验中学2009届校友。2009年中科大本科，2014年多伦多大学博士，2015-2017年麻省理工学院博士后，2017年入选国家创新人才计划青年项目，2021年入选教育部长江学者、获科学探索奖，2022年入选美国光学学会会士（Optica Fellow）。主要研究方向包括量子通信、单光子成像等量子信息科学；国际上率先开展量子通信的现实安全性实验研究，首次实验实现测量设备无关和设备无关量子密钥分发，为量子通信的广泛应用奠定基础；系统性地发展了单光子成像算法和技术，提出单像素单光子成像算法，创造了单光子成像的最远距离实验世界记录，并保持着国际领先地位。在 Reviews of Modern Physics, Nature，Nature Photonics 等期刊发表80余篇论文。获英国物理协会（IOP-NJP）青年科学家奖、全球华人物理学会（OCPA）杰出论文奖等。现担任 npj Quantum Information 期刊副主编、国际量子密码大会指导委员。2019年入选《麻省理工科技评论》中国区“35岁以下科技创新35 人”。

### 侯吉喆
侯吉喆，北京航空航天大学2020级本科生。大庆实验中学2020届校友。原20届25班学生，曾获第33届中国化学奥林匹克国家三等奖（铜牌）。

### 武春风
武春风，1994年大庆实验中学毕业。中国航天科工集团科技委常委，中国航天科工集团第四研究院，领城总设计师、党委委员副院长。哈尔滨工业大学、北京航空航天大学、华中科技大学、浙江大学博士生导师国家973项目首席科学家、国防科技专家、国家特支计划领军人才，获得国务院政府特殊津贴，荣获国庆70周年阅兵装备保障突出贡献先进个人。